# 布隆方丹站
布隆方丹中央站是位於南非自由邦省布隆方丹的鐵路車站。
1890年的第一條鐵路線將布隆方丹連接到開普敦，在國王公園以東的梅特蘭街與哈維街的拐角處設有一個位於市中心的車站。在第二次布爾戰爭期間的1900年3月，位於城市與國家的中心地帶成為帕克德堡戰役的所在地，而該站亦成為布爾軍隊與羅伯茨將軍領導的英國陸軍之間戰略鬥爭的重點。
現代化的車站由索索洛扎美爾城際列車提供服務，每週均有六班連接約翰內斯堡、伊莉莎白港和東倫敦的列車；金伯利每週兩班；至於德班和開普敦則為每週一班。
漢密爾頓工業區位於城市南部，並產生了車站大部分的貨運量。在2005年至2006年期間，漢密爾頓接收來自豪登省羅斯林的超過90,000噸啤酒、來自東倫敦的56,998噸燃料和來自德班的8,872噸燃料，以及5,000噸煤。

## 服務
| 上一站                     |  | 索索洛扎美爾                    |  | 下一站                     |
| -------------------------- |  | ------------------------------- |  | -------------------------- |
| 斯普林方丹往伊莉莎白港方向 |  | 伊莉莎白港–約翰內斯堡二等艙列車 |  | 維吉尼亞往約翰內斯堡方向   |
| 斯普林方丹往伊莉莎白港方向 |  | 伊莉莎白港–約翰內斯堡經濟艙列車 |  | 布萊德弗特往約翰內斯堡方向 |
| 斯普林方丹往東倫敦方向     |  | 東倫敦–約翰內斯堡               |  | 布萊德弗特往約翰內斯堡方向 |
| 金伯利往開普敦方向         |  | 開普敦–德班二等艙列車           |  | 克龍斯塔德往德班方向       |
| 金伯利往開普敦方向         |  | 開普敦–德班經濟艙列車           |  | 布萊德弗特往德班方向       |
| 金伯利往約翰內斯堡方向     |  | 約翰內斯堡–金伯利–布隆方丹      |  | 终点站                     |